# المحجر (مناخة)

تعديل مصدري - تعديل

المحجر هي إحدى قرى عزلة لهاب بمديرية مناخة التابعة لمحافظة صنعاء، بلغ تعداد سكانها 375 نسمة حسب تعداد اليمن لعام 2004.